# Ian Gardner
Ian Gardner (St. John, 5 maggio 1981) è un pugile canadese.
Soprannominato "The Truth" o "The Cobra", ha un record attuale di 21-4 (con 9 successi prima del limite).